# Hialeah Gardens
Hialeah Gardens est une ville située dans l’État américain de la Floride, dans le comté de Miami-Dade, au nord-ouest de la ville de Miami. Selon l'estimation officielle de 2006, sa population est de 19 930 habitants.

## Démographie
| 1950 | 1960 | 1970 | 1980  | 1990  | 2000   |
| ---- | ---- | ---- | ----- | ----- | ------ |
| 121  | 172  | 492  | 2 700 | 7 713 | 19 297 |

| 2010   | - | - | - | - | - |
| ------ | - | - | - | - | - |
| 21 744 | - | - | - | - | - |